# Berberis karnaliensis
Berberis karnaliensis är en berberisväxtart som beskrevs av Bh.Adhikari. Berberis karnaliensis ingår i släktet berberisar, och familjen berberisväxter. Inga underarter finns listade i Catalogue of Life.